# Tour of Alanya
Die Tour of Alanya (dt. Alanya-Rundfahrt) ist ein türkisches Straßen-Radrennen.
Das Etappenrennen wurde erstmals im November 2010 als Teil der UCI Europe Tour ausgetragen. Veranstaltet wird das Rennen in der Provinz Antalya in und um die Stadt Alanya. Es ist in die Kategorie 2.2 eingeordnet.

## Siegerliste
- 2011  Gabor Kasa
- 2010  Nikias Arndt